# Stêphanô Lý Bân Sinh
Stêphanô Lý Bân Sinh (sinh 1956, phiên âm tiếng Anh:Stephen Lee Bun Sang, phiên âm tiếng Trung:李斌生) là một giám mục của Giáo hội Công giáo Rôma, hiện đang giữa chức vụ Giám mục chính tòa Giáo phận Ma Cao.

## Tiểu sử
Giám mục Lý Bân Sinh sinh ngày 10 tháng 11 năm 1956 tại Hồng Kông. Sau thời gian dài tu tập, ngày 20 tháng 9 năm 1988, ông được thụ phong chức vụ linh mục ở tuổi 31, là linh mục của Hội Opus Dei.
Ngày 11 tháng 7 năm 2014, Tòa Thánh quyết định bổ nhiệm linh mục Stêphanô Lý Bân Sinh làm Giám mục Hiệu tòa Novae, Giám mục Phụ tá Giáo phận Hồng Kông. Lễ tấn phong cho Tân giám mục diễn ra không lâu sau đó, vào ngày 30 tháng 8 năm 2014. Tân giám mục được tấn phong bởi giám mục chủ phong, bởi Hồng y Gioan Thang Hán, Giám mục chính tòa Hồng Kông, phụ phong có Hồng y Giuse Trần Nhật Quân - nguyên Giám mục chính tòa Hồng Kông, và Tổng giám mục Savio Hàn Đại Huy, S.D.B, thư kí Thánh Bộ Phúc Âm Hóa các dân tộc (Bộ Truyền giáo). Cùng đợt bổ nhiệm và Tấn phong này còn có hai Tân giám mục Phụ tá Giáo phận Hồng Kông khác là Micae Dương Minh Chương và Giuse Hạ Chí Thành.
Ngày 16 tháng 1 năm 2016, Giáo hoàng thuyên chuyển Giám mục Sinh nhận chức Giám mục chính tòa Giáo phận Macao. Giám mục Sinh nhận nhiệm sở mới ngay sau đó, vào ngày 23 tháng 1.